# Starsailor
Starsailor este o formație britanică de rock, indie rock și piano rock. Membrii formației sunt: 
- Bern Byrne
- James Stelfox
- James Walsh
- Barry Westhead